# Herr Vogt

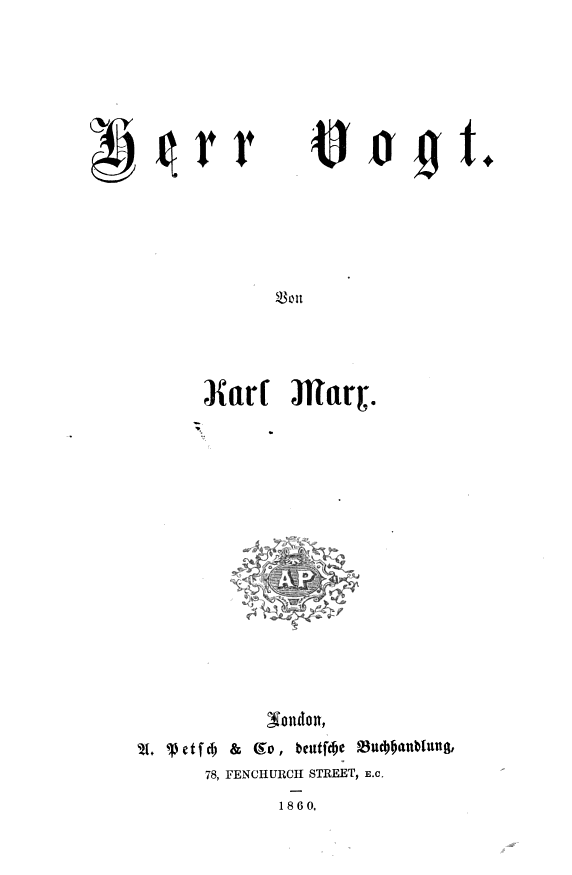
Page de titre de l'édition originale.

Herr Vogt est une brochure de Karl Marx publiée pour la première fois en allemand à Londres en décembre 1860. 

## Contexte d'écriture
Karl Marx écrit ce livre en réponse à Carl Vogt, qui l'a accusé dans des articles d'être un espion prussien, par des accusations de connivences avec la police, des menaces, du chantage envers les travailleurs. Et enfin, selon William Vogt, dans La vie d'un homme au sujet de Karl Marx :

« Un autre moyen d'arriver à ses fins, en jetant le trouble dans les esprits par la terreur, consistait à s'opposer aux efforts individuels tentés par les affamés dans le but d'assurer leur existence et celle de leur famille. Quiconque se permettait de se retourner, d'accepter une place, de chercher une situation, de quémander de la besogne, de solliciter quelque emploi ou de s'établir, était immédiatement et sans autre, avec grossissements d'épithètes, déclaré traître à la Révolution qui avait besoin de tous ces défenseurs.; car à en croire ces phraseurs, l'Allemagne allait s'insurger d'un moment à l'autre... C'est avec de semblables billevesées, qu'elle savait mensongères, que la "bande soufrée" forma une troupe de fainéants, "forts en gueule", qui, sacrifiant sans cesse sur l'autel de la patrie, repoussaient, avec un dégoût patriotique, toute occupation, et passaient leur temps dans les bouges et les cafés à déblatérer sur les "transfuges" et les "corrompus". »

Ayant vu sa plainte pour diffamation rejetée par la justice, Marx passe un an à rédiger Herr Vogt, dans lequel il retourne l'accusation et dénonce Vogt comme espion de Napoléon III. Les accusations de Marx sont confirmées des années plus tard sous la commune de Paris, quand on découvre dans les archives du Second Empire le reçu d'une somme de quarante mille francs-or que Vogt avait touchée en 1859 sur les fonds secrets de Napoléon III.